# France aux Jeux olympiques de la jeunesse d'hiver de 2024
La participation de la France aux Jeux olympiques de la jeunesse d'hiver de 2024 a lieu du 19 janvier au 1er février 2024, à Gangwon en Corée du Sud. Il s'agit de sa quatrième participation aux Jeux olympiques de la jeunesse d'hiver.

## Délégation
Les deux porte-drapeaux sont Léa Casta (snowboard cross) et Franck Tekam (patinage de vitesse sur piste courte).
Le tableau suivant montre les athlètes français sélectionnés par le comité national olympique dans chaque discipline :
| Sport            | Discipline                           | Discipline | Hommes                                                                 | Femmes | Total |
| ---------------- | ------------------------------------ | ---------- | ---------------------------------------------------------------------- | --- | ----- |
| Bobsleigh        | Bobsleigh                            |            | 1 Ivan Boteff-Wallace                                                  | Aucune | 1     |
| Hockey sur glace | Hockey sur glace                     |            | Aucun                                                                  | 18 Chloé Bened, Clémence Boudin, Alice Chevrier, Camille Cunin, Isabella De Gaulmyn, Manon Demessine, Emy Denis, Agathe Eitenschenck, Victoria Falco, Louna Ivaldy, Maeli Moussier, Lysa Nogarreto, Louison Pastre, Jeanne Paul-Constant, Maéli Raigneau, Domitille Ratto, Maeva Sadoun, Maud Tessier | 18    |
| Luge             | Luge                                 |            | Aucun                                                                  | 1 Thiméa Ginet | 1     |
| Patinage         | Patinage artistique                  |            | 2 Samuel Blanc-Klaperman, Gianni Motilla                               | 2 Eve Dubecq, Ambre Perrier-Gianesini | 4     |
| Patinage         | Patinage de vitesse sur piste courte |            | 2 Tyméo Libeau, Franck Tekam                                           | 1 Maïwenn Langevin | 3     |
| Ski acrobatique  | Ski acrobatique                      |            | 2 Paul-Andréa Gay Timothé Roch                                         | 2 Lily Joly Honey Smith | 4     |
| Ski alpin        | Ski alpin                            |            | 3 Nash Huot-Marchand, Zacchaeus Poulsen, Roméo Rogue                   | 3 Lola Blanc, Léontine Curdy, Sara Testut-G'Styr | 6     |
| Ski nordique     | Biathlon                             |            | 4 Camille Grataloup, Antonin Guy, Flavio Guy, Clément Pires            | 4 Lola Bugeaud, Alice Dusserre, Léna Moretti,Louise Roguet | 8     |
| Ski nordique     | Combiné nordique                     |            | 2 Luc Balland, Lubin Martin                                            | 2 Romane Baud, Marion Droz Vincent | 4     |
| Ski nordique     | Saut à ski                           |            | 2 Mathéo Vernier, Sébastien Woodbridge                                 | 2 Lilou Zepchi Ducrot, Mathilde Bacconnier | 4     |
| Ski nordique     | Ski de fond                          |            | 3 Quentin Lespine, Johan Calandry, Gaspard Cottaz                      | 3 Annette Coupat, Lina Levet, Agathe Margreither | 6     |
| Snowboard        | Snowboard                            |            | 4 Jonas Chollet, Benjamin Niel Romain Allemand, Luca Merimee Mantovani | 2 Léa Casta, Maja-Li Iafrate Danielsson | 6     |
| Total            | Total                                | Total      | 25 hommes                                                              | 42 femmes | 67    |

## Médailles
| Sport                 | Discipline                    | Athlète(s)                                                       | Performance       | Date        |
| --------------------- | ----------------------------- | ---------------------------------------------------------------- | ----------------- | ----------- |
| Médailles d'or :      |                               |                                                                  |                   |             |
| Biathlon              | Individuel                    | Antonin Guy                                                      | 41 min 45 s 2     | 20 janvier  |
| Biathlon              | Relais simple                 | Antonin Guy Alice Dusserre                                       | 44 min 8 s 2      | 21 janvier  |
| Biathlon              | Sprint                        | Antonin Guy                                                      | 20 min 57 s 7     | 23 janvier  |
| Patinage artistique   | Danse sur glace               | Ambre Perrier-Gianesini Samuel Blanc-Klaperman                   | 155,35 pts        | 30 janvier  |
| Ski alpin             | Slalom géant                  | Nash Huot-Marchand                                               | 1 min 34 s 37     | 24 janvier  |
| Snowboard             | Snowboard cross               | Jonas Chollet                                                    | NC                | 20 janvier  |
| Snowboard             | Snowboard cross par équipe    | Jonas Chollet Léa Casta                                          | NC                | 21 janvier  |
| Médailles d’argent :  |                               |                                                                  |                   |             |
| Biathlon              | Relais                        | Alice Dusserre Louise Roguet Flavio Guy Antonin Guy              | 1 h 16 min 25 s 4 | 24 janvier  |
| Ski de fond           | 7,5 km classique              | Agathe Margreither                                               | 22 min 30 s 1     | 30 janvier  |
| Snowboard             | Snowboard cross               | Maja-Li Iafrate Danielsson                                       | NC                | 20 janvier  |
| Snowboard             | Snowboard cross par équipe    | Benjamin Niel Maja-Li Iafrate Danielsson                         | NC                | 21 janvier  |
| Ski de fond           | Relais 4x5 km classique/libre | Agathe Margreither Gaspard Cottaz Annette Coupat Quentin Lespine | 53:13.0           | 1er février |
| Médailles de bronze : |                               |                                                                  |                   |             |
| Snowboard             | Snowboard cross               | Léa Casta                                                        | NC                | 20 janvier  |
| Biathlon              | Sprint                        | Flavio Guy                                                       | 21 min 55 s 2     | 23 janvier  |
| Ski alpin             | Slalom                        | Nash Huot-Marchand                                               | 1 min 38 s 87     | 24 janvier  |
| Ski de fond           | 7,5 km classique              | Annette Coupat                                                   | 22 min 32 s 3     | 30 janvier  |
| Ski de fond           | 7,5 km classique              | Quentin Lespine                                                  | 19 min 54 s 1     | 30 janvier  |
| Snowboard             | Slopestyle                    | Romain Allemand                                                  | 89,25 pts         | 25 janvier  |

| Sport               | Médaille d'or, Jeux olympiques | Médaille d'argent, Jeux olympiques | Médaille de bronze, Jeux olympiques | Ensemble |
| ------------------- | ------------------------------ | ---------------------------------- | ----------------------------------- | -------- |
| Biathlon            | 3                              | 1                                  | 1                                   | 5        |
| Patinage artistique | 1                              | 0                                  | 0                                   | 1        |
| Ski alpin           | 1                              | 0                                  | 1                                   | 2        |
| Ski de fond         | 0                              | 3                                  | 2                                   | 5        |
| Snowboard           | 2                              | 2                                  | 2                                   | 6        |
| Total               | 7                              | 5                                  | 6                                   | 18       |

| Jour     | Date             | Médaille d'or, Jeux olympiques | Médaille d'argent, Jeux olympiques | Médaille de bronze, Jeux olympiques | Ensemble |
| -------- | ---------------- | ------------------------------ | ---------------------------------- | ----------------------------------- | -------- |
| 1re jour | 20 janvier 2024  | 2                              | 1                                  | 1                                   | 4        |
| 2e jour  | 21 janvier 2024  | 2                              | 1                                  | 0                                   | 3        |
| 3e jour  | 22 janvier 2024  | 0                              | 0                                  | 0                                   | 0        |
| 4e jour  | 23 janvier 2024  | 1                              | 0                                  | 1                                   | 2        |
| 5e jour  | 24 janvier 2024  | 1                              | 1                                  | 0                                   | 2        |
| 6e jour  | 25 janvier 2024  | 0                              | 0                                  | 2                                   | 2        |
| 7e jour  | 26 janvier 2024  | 0                              | 0                                  | 0                                   | 0        |
| 8e jour  | 27 janvier 2024  | 0                              | 0                                  | 0                                   | 0        |
| 9e jour  | 28 janvier 2024  | 0                              | 0                                  | 0                                   | 0        |
| 10e jour | 29 janvier 2024  | 0                              | 0                                  | 0                                   | 0        |
| 11e jour | 30 janvier 2024  | 1                              | 1                                  | 2                                   | 4        |
| 12e jour | 31 janvier 2024  | 0                              | 0                                  | 0                                   | 0        |
| 13e jour | 1er février 2024 | 0                              | 1                                  | 0                                   | 1        |
| Total    | Total            | 7                              | 5                                  | 6                                   | 18       |